# Octobre 2012 en sport
Pour un article plus général, voir 2012 en sport.
Cette page concerne l'actualité sportive du mois d'octobre 2012

## Faits marquants

### Samedi6 octobre
- Athlétisme : l'érythréen Zersenay Tadesse remporte les vingtièmes championnats du monde de semi-marathon en Bulgarie.
- 19e édition des championnats du monde de semi-marathon à Kavarna en Bulgarie.
- 10e édition des championnats du monde marathon de mountain bike à Val-d'Isère en France.

### Mercredi10 octobre
- Cyclisme : l'Agence américaine antidopage (USADA) transmet un rapport de 1 000 pages à l'Union cycliste internationale (UCI) apportant des preuves accablantes de dopage et des témoignages à l'encontre du champion cycliste Lance Armstrong[26].

### 13 octobre
- 33e édition des championnats du monde d'Iron Man à Kailua-Kona, à Hawaï.

### Dimanche14 octobre
- Rugby à sept : l'équipe des Fidji remporte la première étape des IRB Sevens World Series en battant la Nouvelle-Zélande en finale sur le score de 32 à 14[27].

### 15au21 octobre
- 31e édition des Championnats d'Europe de tennis de table à Herning au Danemark.

### Vendredi19 octobre
- Cyclisme : le scandale du dopage dans le monde du cyclisme provoque la décision de la bancassurance néerlandaise Rabobank de mettre fin au sponsoring des équipes cyclistes Robabank et Rabobank Continental après 16 années de collaboration[28].

### 19au21 octobre
- 3e édition des Championnats d'Europe de cyclisme sur piste élites à Panevėžys en Lituanie.

### Samedi20 octobre
- Rugby à XV : lors du troisième match comptant pour la Bledisloe Cup, les équipes d'Australie et de Nouvelle-Zélande se quittent sur un match nul 18 partout. Les All-Backs qui étaient déjà assurés de garder le trophée après leurs deux victoires dans le Rugby Championship, voient leur série de seize victoires consécutives se terminer[29].

### Lundi22 octobre
- Cyclisme : l'Union cycliste internationale retire à Lance Armstrong ses titres de vainqueurs du Tour de France pour cause de dopage[30].

### Samedi27 octobre
- Rugby à XV :
  - En Nouvelle-Zélande, Canterbury obtient une cinquième victoire de rang dans l'ITM Cup en dominant Auckland en finale sur le score de 31 à 18[31].
  - En Afrique du Sud, la Western Province remporte la Currie Cup en battant les Natal Sharks en finale sur le score de 25 à 18 et met fin à onze années sans titre dans la compétition[32].